# 2025年日本地震预言

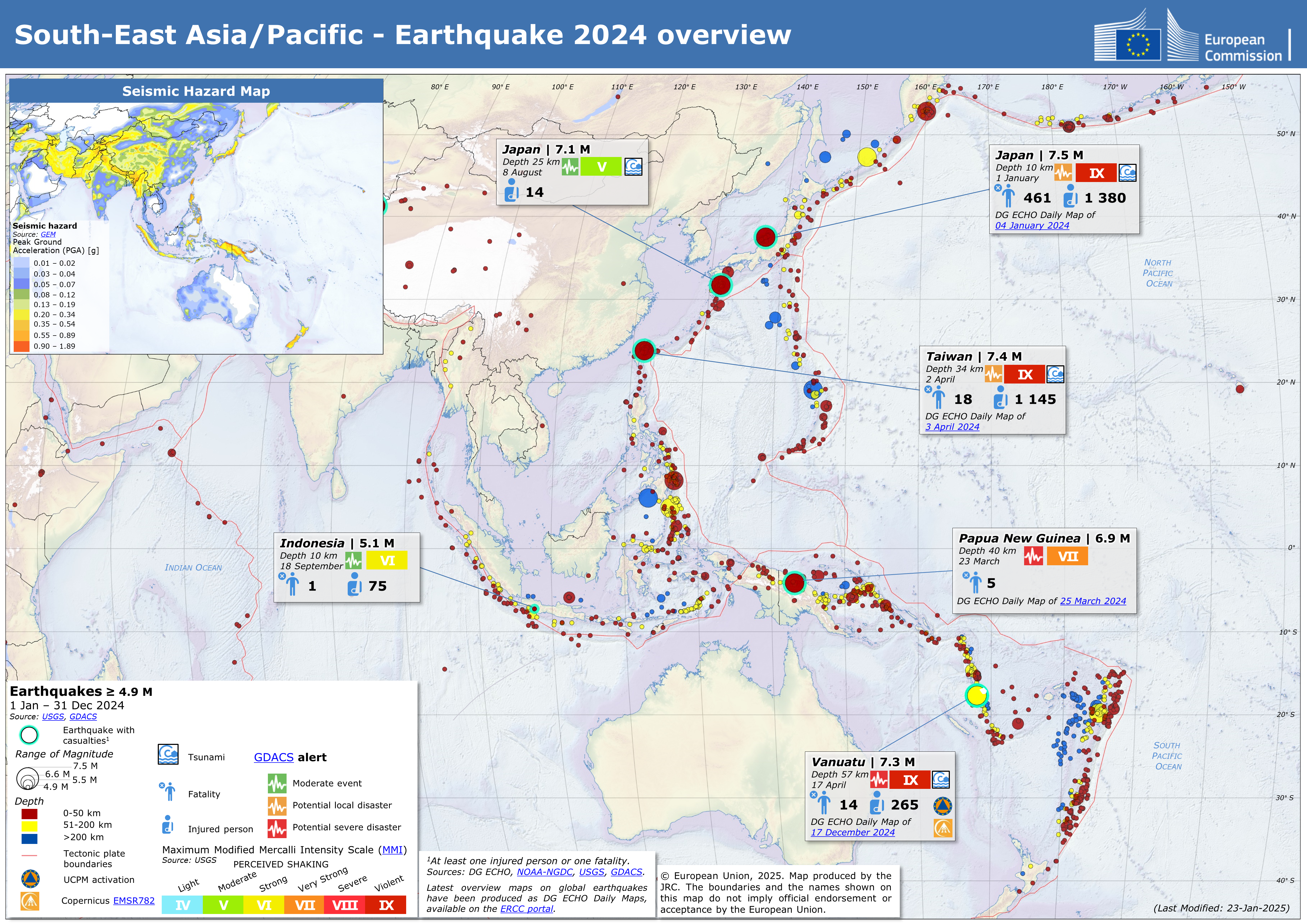
2024年在亞洲紀錄4.9以上的地震，由歐洲委員會於2025年1月整理

自2024年末起，以日本漫画家龍樹諒創作的漫画作品《我所看见的未来》為基礎，宣稱「日本將於2025年7月5日發生大地震」的预言，開始在香港、台湾、新加坡和韩国間傳開來，並对日本旅游业造成一定影响。
在2025年7月5日当天，大地震并没有发生。

## 背景

### 《我所看见的未来 完全版》
龍樹諒在2021年10月出版的《我所看见的未来 完全版》描述了自己的多項預言夢。该书曾经被认为“预言”了2011年3月的东日本大地震，所以此次也受到了关注。
在《我所看见的未来 完全版》中，作者聲稱自己在印度旅遊時，曾經做過日本列島南端的海底噴發的夢；幾年後，又做過類似的預言夢，並指出災難時間在2025年7月左右：
突然間日本和菲律賓中間這塊區域的海底噴發、破裂（噴火）了……結果巨大海浪衝向海面上的四面八方，海嘯湧到太平洋周邊的國家。那海嘯的高度大概是比東日本大地震時高三倍左右的巨大海嘯。在大海嘯的衝擊下，陸地被推擠升高，我看到的感覺是，範圍從香港到台灣，一直延續到菲律賓。（後記）夢境如果會變成現實的話，下一次來臨的大災難，日期就是「2025年7月5日上午」。——龍樹諒，《我所看见的未来 完全版》，2025年7月將發生的事
台灣事實查核中心在查核報告中，把書中的預言夢描述為「意識流」、「模糊不清」。

### 与地震相关的预言
从2023年起，YouTube上就开始出现关于“2025年7月”的日语视频。2024年末开始，日本7月地震的传言逐渐在香港、台湾当中流行。
2025年3月，日本政府发布了关于南海海槽特大地震的最新预测（30年内发生的概率是80%），中国驻日本大使馆也在4月提醒游客注意地震灾害，提高了人们对日本大地震的关注。4月，冲绳县的一位“通灵者”金城保曾预测4月26日东京湾会发生8.3级的地震，中国媒体密集报道此事。香港的“风水师”也在电视上呼吁人们4月以后不要去日本。6月29日，日本高僧兼YouTuber三木大雲表示日本7月将出现“赤气”，为地震预兆。他扬言若无事故，自己将辞去佛教住职。
2025年6月至7月，日本鹿儿岛县吐噶喇群岛发生连续地震，最大震度为6弱。由于2016年熊本地震和2024年能登半島地震前，吐噶喇群島也觀測到了群震，因此社群網站上傳出了「吐噶喇法則」並出現了這次地震亦為大地震前兆的言論。

## 当天情况
日本地震预言使得2025年7月5日当天凌晨，吸引超过23万人观守日本地震监测的YouTube直播间。当天，并没有发大地震，“日本无事发生”的消息于早上8时一度登上微博热搜榜首。

## 社会影响
5月，访问日本的香港游客数量同比减少11%。香港大湾区航空从5月起将香港—德岛的航班数量减少到每周2班，香港—仙台的航班从每周4班减少到3班，德島航線、米子航線將於9月停運。为了提升游客信心，东瀛游旅行社在7月5日安排日安排3组旅行团前往日本并实地直播。
预言也在韩国造成恐慌。尽管应属旺季，韩国飞往日本的航班价格一度跌至10万韩元。6月23日，釜山海岸据称捕获一条1.7米长的皇带鱼，这类深海生物一般被认为只有在地震来临前才会出现于浅岸。这一现象被部分韩国网民认为是此次大地震的前兆。
新加坡人则普遍并未受这个预言影响。线上旅游平台携程和Traveloka在7月受《联合早报》咨询时表示7月份从新加坡到日本的订单并没有减少，需求甚至有所增长。新加坡旅行社大通旅游市场经理卓琼华则认为7月份本来就不是新加坡人游玩日本的旺季，因此潜在影响不大。
野村綜合研究所執行經濟學家木內登英指出，预言可能造成高達5600億日圓的經濟損失。
香港保安局及警務處維護國家安全公署透過Facebook香港實名用戶先後以拘捕並控告3名相關人士涉嫌散佈世界末日及香港玩完論等假訊息、製造社會混亂、煽動他人對香港政府仇恨、危害國家安全及分裂國家罪，扣留期間不得保釋。

## 評論
2025年5月，新加坡《联合早报》就日本地震预言制作特别节目《日本大地震将临 有迹可循或危言耸听？》。节目中，新加坡南洋理工大学亚洲环境学院、新加坡地球与观测研究所的韦生吉副教授受访指出：“科学界目前仍无法证实巨大地震前出现前震的规律，也无法精准算出包含地震三要素：时间、地点、震级大小的短临预报。”
中央研究院地球科學研究所副研究員黃信樺在台灣事實查核中心的查證分析中指出，地震主要發生在板塊的交界處。著書聲稱的「日本和菲律賓中間」屬於海板塊中央，不符合地震相關的科學證據。
日本气象厅地震海啸监视课课长海老田綾貴，在7月5日的记者会上，称预言当天地震和大地震传言的关联是“完全的偶然”。他指出：“现在的科学知识无法确定地震发生的时间、规模和地点。即使地震偶然发生，也没有科学依据。日本每年发生震度1以上的地震约2000次，多的时候约6500次，碰巧对上‘预言’也是有可能的。希望大家基于科学知识做出判断。”

## 流行文化
2025年4月，以2025年7月5日發生地震與隕石墜落事件為主題的日本都市傳說主題電影《2025年7月5日午前4時18分》宣佈製作。本書出版社飛鳥新社在出版社網站發布「本社與作者竜樹諒並未參與該片製作和編劇」的特別聲明。